# Shek Uk Shan
Shek Uk Shan (kinesiska: 石屋山) är ett berg i Hongkong (Kina). Det ligger i den nordöstra delen av Hongkong. Toppen på Shek Uk Shan är 481 meter över havet, eller 390 meter över den omgivande terrängen. Bredden vid basen är 12,9 km.
Terrängen runt Shek Uk Shan är huvudsakligen kuperad, men åt nordost är den platt. Havet är nära Shek Uk Shan norrut.  Närmaste större samhälle är Kowloon, 18,2 km sydväst om Shek Uk Shan. I omgivningarna runt Shek Uk Shan växer i huvudsak städsegrön lövskog.